# Umbelopsis autotrophica
Umbelopsis autotrophica är en svampart som först beskrevs av E.H. Evans, och fick sitt nu gällande namn av W. Gams 2003. Umbelopsis autotrophica ingår i släktet Umbelopsis och familjen Umbelopsidaceae.   Inga underarter finns listade i Catalogue of Life.